# Lijst van afleveringen van Law & Order: Special Victims Unit (seizoen 7)
Dit artikel vat het zevende seizoen van Law & Order: Special Victims Unit samen.

## Hoofdrollen
- Christopher Meloni - rechercheur Elliot Stabler
- Mariska Hargitay - rechercheur Olivia Benson
- Richard Belzer - rechercheur John Munch
- Ice-T - rechercheur Fin Tutuola
- Dann Florek - hoofd recherche Donald Cragen
- Diane Neal - assistente officier van justitie Casey Novak
- Tamara Tunie - dr. Melinda Warner
- BD Wong - dr. George Huang

## Terugkerende rollen
- Caren Browning - Judith Siper
- Joel de la Fuente - forensisch onderzoeker Ruben Morales
- Mike Doyle - forensisch onderzoeker Ryan O'Halloran
- Paula Garcés - forensisch onderzoeker Millie Vizcarrondo
- Fred Dalton Thompson - officier van justitie Arthur Branch
- Jill Marie Lawrence - Cleo Conrad
- Peter Hermann - Trevor Langan
- Peter McRobbie - rechter Walter Bradley
- Joanna Merlin - rechter Lena Petrovsky
- Audrie Neenan - rechter Lois Preston
- Tom O'Rourke - rechter Mark Seligman
- Judith Light - rechter Elizabeth Donnelly
- Patricia Kalember - rechter Karen Taten

## Afleveringen
| Aflevering | Titel       | Schrijver                    | Regie                | Uitzenddatum VS   | Selectie gastrollen |
| --- | ----------- | ---------------------------- | -------------------- | ----------------- | --- |
| 1. | Demons      | Amanda Green                 | David Platt          | 20 september 2005 | Robert Patrick - Ray Schenkel Robert Walden - William Dorsey Jim Moody - leider hulpgroep Joe Lisi - Craig Lennon Brittany Underwood - Kelly Brown                                                                 |
| Ray Schenkel komt na twintig jaar vrij uit de gevangenis waar hij heeft gezeten voor verkrachting van een tienermeisje, dit tot ergernis van een gepensioneerde rechercheur. Als er een meisje wordt verkracht langs de route die Schenkel heeft afgelegd vanuit de gevangenis gaat de verdenking meteen naar hem uit. Stabler gaat undercover als vrijgelaten seksmisdadiger om zo het vertrouwen te winnen van Schenkel. Zij gaan samen naar een therapiegroep en Stabler probeert zo Schenkel op heterdaad te kunnen betrappen bij een nieuwe misdaad. Cragen maakt zich zorgen om zijn rechercheur, hij is bang dat het boven zijn hoofd groeit. |             |                              |                      |                   | |
| 2. | Design      | Lisa Marie Petersen          | David Platt          | 27 september 2005 | Julian Sands - Barclay Pallister Estella Warren - April Troost Peter Riegert - Chauncey Zeirko Ronny Cox - dr. McManus Lynda Carter - Lorraine Dillon                                                              |
| Een vrouw dreigt zelfmoord te plegen door van een flat te springen, dit omdat zij verkracht zou zijn en daarvan zwanger is. Het lukt Benson om haar veilig naar beneden te praten en Benson en Stabler pakken de vermeende verkrachter op. Dan komt het slachtoffer om bij een explosie en de rechercheurs vinden nog meer mannen die met haar seks hebben gehad en er niets meer van kunnen herinneren. Dan ontdekken zij dat de vrouw nog leeft en een oplichter is en dat zij de verkrachter is door de mannen te drogeren om een baby te krijgen met goede genen. Zij verstopt de baby die zij ondertussen heeft gekregen totdat de rechtbank akkoord gaat om haar geen celstraf te geven. |             |                              |                      |                   | |
| 3. | 911         | Lisa Marie Petersen          | David Platt          | 12 oktober 2004   | Christopher Evan Welch - Richard Dwyer Zabryna Guevara - Julia Ortiz Jeanine Monterroza - Maria Recinos (stem) Rachel Diaz-Stand - Maria Recinos Chandra Wilson - Rachel Sorannis                                  |
| Als Benson op weg is naar huis, komt er een telefoontje binnen op haar bureau. De belster zegt dat zij Maria heet en negen jaar oud is en alleen opgesloten zit in een kamer. Benson wil haar aan de lijn houden om zo haar te kunnen lokaliseren om haar te redden, hiervoor moet zij in het leven van haar komen en dat wil zij door haar uit te horen. Benson is er heilig van overtuigd dat Maria de waarheid spreekt en het lukt de rechercheurs om haar locatie te bepalen. De ontvoerder van Maria heeft er door middel van technische hulpmiddelen voor gezorgd dat de juiste locatie niet te bepalen is, waarop er een kat-en -muisspel ontstaat tussen de rechercheurs en de ontvoerder. Uiteindelijk blijkt het meisje verkocht en verhandeld te zijn en nu in handen van een notoir kinderpornoproducent. Het spoor leidt naar een gesloten electronicawinkel waar ze de vermoedelijke dader aantreffen; aan hand van de modder op zijn schoenen ontdekken ze dat hij Maria op de nabijgelegen bouwplaats heeft begraven. Ze wordt opgegraven en blijkt nog te leven. |             |                              |                      |                   | |
| 4. | Ripped      | Jonathan Greene              | Rick Wallace         | 11 oktober 2005   | Mary Stuart Masterson - dr. Rebecca Hendrix Noah Emmerich - Pete Breslin Paul Wesley - Luke Breslin Kene Holliday - coach Veneziano                                                                                |
| Als een studente wordt aangevallen kunnen Benson en Stabler een klasgenoot arresteren. De verdachte blijkt een zoon te zijn van een ex-collega van Stabler. Nu komt Stabler tussen twee vuren te zitten, Cragen zit hem op de huid omdat Stabler de zoon te veel vrijheid geeft en de vader omdat hij vindt dat Stabler niet genoeg doet om hem vrij te krijgen. Verder onderzoek maakt duidelijk waarom de zoon de studente aanviel, hij gebruikt anabole steroïden dat hem agressief maakt, omdat zijn school- en sportprestaties nooit goed genoeg zijn voor zijn vader. Later valt de vader zijn zoon aan en het blijkt dat hij ook anabole steroïden gebruikt, om het harde politiewerk aan te kunnen. Stabler roept hulp in van een vriendin omdat hij worstelt met zijn eigen jeugdherinneringen met zijn vader. De zoon schiet de vader neer maar hij overleeft het en ze maken het goed met elkaar. |             |                              |                      |                   | |
| 5. | Strain      | Robert Nathan                | Constantine Makris   | 18 oktober 2005   | Brian Bloom - Gabriel Thomason Ernest Waddell - Ken Randall CCH Pounder - Carolyn Maddox |
| Er worden twee lichamen ontdekt van jonge homoseksuelen en Benson en Stabler gaan op onderzoek uit. Zij ontdekken dat ze allebei verslaafd waren aan meth en besmet waren met een nieuwe variant van het hiv-virus dat mensen binnen een jaar kan doden. Fin ontdekt dat zijn zoon Ken ook homoseksueel is en heeft het moeilijk met het accepteren hiervan. Ken helpt Fin en Benson met het infiltreren in een anti-meth groep en leren dat de leider mensen vermoordt die het nieuwe hiv-virus verspreiden door, terwijl ze seropositief zijn toch seks met andere mannen te hebben. De vader van een van de slachtoffers beseft dat de verdachte hiermee mensenlevens redt en vraagt de rechter mild te zijn in de straf. De dader krijgt 15 jaar gevangenisstraf opgelegd. |             |                              |                      |                   | |
| 6. | Raw         | Dawn DeNoon                  | Jonathan Kaplan      | 1 november 2005   | Marcia Gay Harden - Star Morrison / FBI-agent Dana Lewis J.C. MacKenzie - Brian Ackerman Cody Kasch - Kyle Ackerman Joe Grifasi - Hashi Horowitz Marin Hinkle - Janice Whitlock John Rubinstein - rechter Schuyler |
| Als een zesjarige jongen wordt vermoord door een schietpartij op school gaan Benson en Stabler op onderzoek uit. Het slachtoffer was een Afro-Amerikaans kind dat geadopteerd was door blanke ouders. Het spoor leidt de rechercheurs naar een wapenwinkel dat gebruikt wordt als hoofdkwartier van een neonazi groep, deze groep wordt geleid door een vader, zoon en een vrouw die niet blijkt te zijn als wat zij eerst voordoet. Wanneer de rechercheurs de schutter arresteren en hem in het getuigenbank van de rechtbank zetten ontstaat er een schietpartij in de rechtbank die het leven kost van de rechter. De vrouw die in de neonazigroep is aangetroffen blijkt een FBI-infiltrante en ze ontdekt dat de moord op het jongetje gepland was door de ouders in samenwerking met de groep. De ouders hadden een levensverzekering op hun zoontje´s leven afgesloten en zouden de groep een derde hiervan betalen, waarmee ze een terroristische aanslag wilden financieren, vergelijkbaar met die in Oklahoma City. De ouders ontkennen zelf racisten te zijn en hun zoontje te hebben geadopteerd om hem te laten doden: ze ´hadden gewoon geld nodig.´ |             |                              |                      |                   | |
| 7. | Name        | Michele Fazekas              | David Platt          | 8 november 2005   | Lisa Emery - Anna Gable Madhur Jaffrey - dr. Indira Singh Richard Bright - Robert Sawyer Ruben Santiago-Hudson - Carlos Guzman                                                                                     |
| Nadat er botresten gevonden worden van een jongen die sinds 1978 vermist wordt gaat Stabler, nog steeds gewond naar aanleiding van een schietpartij, samen met een forensisch onderzoekster op onderzoek uit. Deze onderzoekster pakt de zaak persoonlijk op, omdat haar vader als agent met deze vermissingszaak bezig is geweest. Als een vrouw beweert dat het slachtoffer haar broer was, heropenen Stabler en de onderzoekster de zaak. Zij komen uit bij een drievoudige moord op Puerto Ricaanse jongens en een hoofdverdachte met zijn handlanger. |             |                              |                      |                   | |
| 8. | Starved     | Lisa Marie Petersen          | David Platt          | 15 november 2005  | Dean Cain - dr. Mike Jergens Tina Holmes - Cora Kennison Julie White - dr. Anne Morella Teri Garr - Minerva Grahame-Bishop                                                                                         |
| Nadat drie vrouwen verkracht worden kunnen Benson en Stabler de zaken verbinden met een datingservice en Benson gaat undercover om een verdachte te kunnen vinden. Zij ontmoet een arts die ervan geniet om controle uit te voeren op vrouwen in zijn leven. Al snel komen zij bij de vriendin van de arts, maar de arts manipuleert haar zover dat zij zelfmoord pleegt. Zij overleeft de zelfmoord poging maar zij belandt wel in een vegetatieve status. Nu ontstaat er een gevecht in de rechtbank tussen een veroordeelde verkrachter en de extreem controlerende moeder van de vriendin over het feit of er versterving gepleegd mag worden op de vriendin. Uiteindelijk wint de vriend en wordt de voedingssonde verwijderd, en dan blijken de motieven van de veroordeelde arts minder zuiver dan gedacht: hij had niet alleen zijn vriendin gemanipuleerd maar ook een levensverzekering op haar afgesloten. Toch blijkt achteraf dat ze bij leven had gezegd dat ze nooit in vegetatieve toestand zou willen leven en dat het grootste deel van haar hersenen inderdaad was afgestorven. Een foute persoon had uiteindelijk toch de juiste beslissing genomen. Deze aflevering is gebaseerd op zaak-Terri Schiavo. |             |                              |                      |                   | |
| 9. | Rockabye    | Patrick Harbinson            | Peter Leto           | 22 november 2005  | Skipp Sudduth - Phillip Westley Keri Lynn Pratt - Lauren Westley John Patrick Amedori - Wayne Mortens Robert Foxworth - dr. Lett                                                                                   |
| Als een zestienjarig meisje haar ongeboren baby verliest na een mishandeling gaan Benson en Stabler op onderzoek uit. Haar vader bezweert dat zij verkracht is en dit leidt de rechercheurs naar de vader van de baby. De rechercheurs ontdekken dat het slachtoffer de mishandeling zelf opgezet heeft en dat zij en de vader van het kind dit bewust gedaan hebben na de uiterste datum voor een legale abortus. Er ontstaat een ethisch dilemma omdat bij strikt toepassen van de wet de jongen zwaarder gestraft zou worden dan het meisje omdat hij het meisje had mishandeld en de baby gedood, ook al had het meisje hem ertoe aangezet. Bovendien blijkt uit de verklaring van een verpleegster dat de abortuskliniek de abortus opzettelijk heeft getraineerd tot het te laat was, in feite was het een nepkliniek van pro-lifeactivisten die abortussen zou juist wilden voorkomen. Novak zorgt opzettelijk dat beide kinderen een lage straf opgelegd krijgen maar stuurt de politie direct op de kliniek af. Onder luid protest wordt de arts afgevoerd: hij is naar eigen zeggen verantwoordelijk voor het redden van duizenden onschuldige levens. |             |                              |                      |                   | |
| 10. | Storm       | Neal Baer Amanda Green       | David Platt          | 29 november 2005  | John Schuck - hoofd recherche Muldrew Matthew Settle - Jackson Zane Keke Palmer - Tasha Wright Russell Hornsby - Alvin Dutch                                                                                       |
| Een tiener en haar jongere zusje belanden in het ziekenhuis na een dagje in het park, Benson en Stabler gaan op onderzoek uit met wat er gebeurd is met de kinderen. Zij ontdekken dat zij ontvoerd zijn vanuit New Orleans door een pedofiel na de orkaan Katrina, zij waren met zijn drieën en de derde wordt nog steeds vermist. Na een zoektocht kunnen zij de locatie vaststellen waar de pedofiel de derde zusje vasthoudt en kunnen haar redden, ondanks deze redding overlijdt zij onverwachts in het ziekenhuis. Na onderzoek blijkt dat zij gestorven is aan de gevolgen van antrax-vergiftiging, de rechercheurs ontdekken dat zij besmet is geraakt nadat de pedofiel en nog een man antrax hebben gestolen vanuit een laboratorium in New Orleans. Benson probeert het publiek te waarschuwen voor de antrax en hiermee zet zij haar carrière op het spel. |             |                              |                      |                   | |
| 11. | Alien       | Jose Molina                  | Constantine Makris   | 6 december 2005   | Amy Pietz - Amy Pietz Mary Beth Peil - Deb Boyd Stephen Bogardus - James Decker Dorothy Lyman - schooldirectrice Parker Adam LeFevre - Ray Monaghan                                                                |
| Als een leerling op een basisschool verlamd raakt nadat hij in zijn rug is gestoken, gaan Benson en Stabler op onderzoek uit. Zij ontdekken dat het slachtoffer met een schaar is gestoken door de 8-jarige medeleerling Emma. Zij zitten beide op een katholieke school en Emma werd geregeld door hem en anderen gepest omdat zij opgevoed wordt door een lesbisch stel. De school doet er niets aan omdat zij en de ouders homoseksualiteit als een zonde zien en eigenlijk liever willen dat Emma naar een andere school zou gaan. De zaak, die uiteindelijk leidt tot de vrijspraak van Emma omdat ze was geprovoceerd door de intense pesterijen, leidt tot een voogdijstrijd tussen de grootouders en de lesbische partner van de terminaal zieke moeder. Deze partner wordt vervolgens beschuldigd van seksueel misbruik van Emma door de grootouders van Emma, terwijl ondertussen de biologische moeder overlijdt. Terwijl Novak uit moet zoeken of deze aanklacht echt is of vals, komt aan het licht dat de advocaat de grootouders heeft aangezet tot het zoeken naar aanwijzingen van misbruik ondersteund door een onjuist onderzoek waaruit zou blijken dat kinderen van homokoppels een hogere kans hebben misbruikt te worden. De advocaat blijkt zelf een fervent anti-homoactivist te zijn die op deze wijze zijn gelijk wil halen. De grootouders zijn bereid tegen hem te getuigen; de advocaat heeft minstens zeer onethisch en waarschijnlijk crimineel gehandeld. De verhouding tussen de grootouders van Emma en haar overlevende moeder is echter voorgoed verstoord. |             |                              |                      |                   | |
| 12. | Infected    | Michele Fazekas Tara Butters | Michelle MacLaren    | 3 januari 2006    | Gordon Clapp - Ted Carthage Nancy Opel - Teri Carthage Annie Potts - Sophie Devere David Aaron Baker - Mike Geddes David Thornton - Lionel Granger                                                                 |
| Als een alleenstaande moeder dood gevonden wordt in haar appartement met haar zoon verstopt in een kast gaan Benson en Stabler op onderzoek uit. Zij kunnen een verbinding leggen met de dood van het slachtoffer en een filantroop die een organisatie beheerd die mensen helpt om ze van straat te houden. Benson probeert vrienden te worden met de getraumatiseerde zoon om zo te proberen of hij via een lineup de dader kan aanwijzen. Hij wijst expres de verkeerde dader aan zodat hij zelf de dader dood kan schieten. De rechtszaak tegen de jongen wordt breed uitgemeten in de pers, en de verdediging van de jongen verklaart dat door het vele vuurwapengeweld in het land de jongen heeft aangespoord om ook een wapen op te pakken. De National Rifle Association is nu bang dat er een precedent geschapen wordt tegen wapens en vraagt een procedure aan bij de civiele rechtbank om dit te voorkomen. Dankzij een slimme manoeuvre van rechter Donnelly wordt de jongen vrijgesproken van de moord en overgedragen aan de kinderbescherming. |             |                              |                      |                   | |
| 13. | Blast       | Amanda Green                 | Peter Leto           | 10 januari 2006   | Wass Stevens - ESU luitenant Shawn Reaves - Daniel Hunter Kaitlin Hopkins - Pamela Hunter Tom Verica - Jake Hunter Gabrielle Brennan - Carly Hunter Joe Lisi - Craig Lennon                                        |
| Als een meisje ontvoerd wordt terwijl zij van school naar huis liep gaan Benson en Stabler op onderzoek uit. Terwijl zij het bewijs bekijken wat gevonden wordt op de plek waar zij ontvoerd werd ontdekt dr. Warner dat het meisje lijdt aan leukemie en zo snel mogelijk medische zorg nodig heeft. De rechercheurs ontdekken na een mislukt losgeld overdracht dat de ontvoerder, een drugsverslaafde die geld nodig heeft, de broer van het meisje is. Stabler en Warner worden gijzelaars bij een bankoverval die gepleegd wordt door de broer. Dit doet hij uit wraak tegen zijn ouders, voordat hij gedood wordt door het arrestatieteam schiet Warner hem in zijn been om hem zo levend op te kunnen pakken. |             |                              |                      |                   | |
| 14. | Taboo       | Amanda Green                 | Peter Leto           | 17 januari 2006   | Schuyler Fisk - Ella Christiansen Annie Golden - Varla Alexandra Neil - Mrs. Drake Željko Ivanek - Everett Drake Michael Lerner - Morty Berger                                                                     |
| Als er een baby gevonden wordt in een vuilnisberg gaan Benson en Stabler op onderzoek uit. Door een T-shirt dat bij de baby lag kunnen zij de moeder opsporen, zij is een studente op een universiteit. Zij verklaart dat zij verkracht was en de baby niet wilde hebben en daarom de baby te vondeling heeft gelegd. De rechercheurs geloven haar niet als zij erachter komen dat zij al eerder dit gedaan heeft. Een vaderschapstest wijst uit dat de baby verwekt is door een incestrelatie met de vader van de studente, die een lokale politicus is en getrouwd is. De dochter was het resultaat van een ´vluggertje´ en had toen ze ging studeren haar vader opgespoord waarop ze verliefd waren geworden. Het meisje wordt vrijgesproken omdat ze gehandeld zou hebben onder invloed van een postnatale depressie en in een psychiatrisch ziekenhuis opgenomen. De vader tracht voogdij over zijn zoon/kleinzoon te verkrijgen maar het OM steekt hier een stokje voor. |             |                              |                      |                   | |
| 15. | Manipulated | Jose Molina                  | Matt Earl Beesley    | 7 februari 2006   | Rebecca De Mornay - Tessa McKellen Chris Potter - Linus McKellen Betty Buckley - advocate Walsh Holt McCallany - Walter Inman Matt Malloy - Max Long                                                               |
| Als het lichaam wordt gevonden van een jongedame gaan Benson en Stabler op onderzoek uit. Zij ontdekken dat het slachtoffer een dubbelleven leidde, zij was een respectvolle advocate en ook een stripper. Later wordt een collega van het slachtoffer van de stripclub ook dood gevonden. Het bewijs wat gevonden wordt leidt het onderzoek naar de baas van het advocatenkantoor die een vrouw heeft die verlamd is, en wie volledig afhankelijk is van de zorg van haar man. Haar man blijkt echter een verhouding met het slachtoffer te hebben gehad. Verder onderzoek wijst uit dat de vrouw met een geheim leeft en dat zij een huurmoordenaar ingehuurd heeft om het slachtoffer om te brengen samen met een collega-stripper en haar man hiervoor op te laten draaien. Ook blijkt dat de huurmoordenaar voor haar bacterieculturen stal waar ze zichzelf mee ziek kon maken. De vrouw blijkt zelfs al lang niet meer verlamd maar haar man om de tuin te leiden: zij blijkt aan het syndroom van Muchhausen te lijden en verslaafd te zijn aan de aandacht. Niet alleen was het slachtoffer met wie haar man een verhouding had een bedreiging hiervoor, maar hoopte ze ook dat als haar man door de strafvervolging haar als advocaat nodig zou hebben en nooit meer naar een andere vrouw zou kijken. Als de man de schellen van de ogen vallen, duwt hij de rolstoel met zijn vrouw in het zwembad en ze blijkt inderdaad te kunnen zwemmen en lopen. |             |                              |                      |                   | |
| 16. | Gone        | Jonathan Greene              | George Pattison      | 28 februari 2006  | Michael Boatman - Dave Seaver Barry Bostwick - Oliver Gates Susan Saint James - Monica Bradshaw Maggie Siff - Emily McCooper                                                                                       |
| Als een toeriste uit Canada verkracht en vermoord wordt gevonden, gaan Benson en Stabler op onderzoek uit. Zij kunnen drie studenten oppakken die hier waarschijnlijk verantwoordelijk voor zijn. Bij de ondervraging wijzen twee van hen de derde aan als de verantwoordelijke, maar uiteindelijk blijkt het andersom: het meisje had seks met de derde waarna de andere twee ook hun portie wilde en haar verkrachtten en nadien besloten het meisje het zwijgen op te leggen. De derde jongen verdwijnt vervolgens en het OM komt in bewijsnood waarop de rechter de twee verdachten wel moet vrijspreken. De politie ontdekt echter dat de verdachten de rechter hadden afgeluisterd en de getuige gekidnapped en vermoord, waarna de twee opnieuw worden gearresteerd in het restaurant waar ze met hun ouders de goede afloop van de rechtszaak vierden. |             |                              |                      |                   | |
| 17. | Class       | Paul Grellong                | Aaron Lipstadt       | 21 maart 2006     | Will Estes - Adam Halder Mathew St. Patrick - Roddy Franklin Joey Slotnick - Walter Camp |
| Als een lichaam van een jongedame wordt gevonden in een wijk waar veel prostituees werken gaan de rechercheurs op onderzoek uit. Stabler en Fin ontdekken dat zij daar gedumpt is en dat zij meer geld op zak had dan gebruikelijk voor iemand die studeert met financiële hulp, en zij ontdekken dat zij was betrokken in een wereld van online gokken en poker. Onder de verdachte zit Gloria, de kamergenoot van het slachtoffer die een dure ring om heeft, een atleet waarvan een dure ring is gestolen en Adam, een oude vriend van het slachtoffer. Uiteindelijk blijkt de dader Adam, met wie het slachtoffer veel geld verdiende met pokeren. Het slachtoffer bleek echter onverhoeds pech te hebben gehad en een gokschuld van 150,000 dollar te hebben opgebouwd en Adam, die het geld nodig had om bij de rijkeluiszoontjes te horen en voor zijn verwende vriendin Gloria, blijkt de dader. Gloria getuigt tegen hem om zijn verdediging dat hij handelde uit een gokverslaving te ontkrachten en blijft er ijskoud onder dat haar vriendje naar de gevangenis moet, maar ook zij wordt direct gearresteerd. Het slachtoffer had de dure ring van de atleet in een pokerspel gewonnen, Adam had de ring van haar afgenomen en aan Gloria gegeven, waardoor Gloria onrechtmatig verkregen goed verkreeg: de heler is even erg als de steler. |             |                              |                      |                   | |
| 18. | Venom       | Judy McCreary                | Peter Leto           | 28 maart 2006     | LisaGay Hamilton - Teresa Randall Ernest Waddell - Ken Randall Joe Grifasi - Hashi Horowitz Ludacris - Darius Parker Darnell Williams - Steven Stansfield                                                          |
| Als Ken, de zoon van Fin, 's nachts opgepakt wordt in een steeg belt hij naar Benson voor hulp. Ken verklaart dat hij op zoek was naar een lijk nadat hij iemand had horen praten over een moord op een vrouw en het dumpen van het lijk. Fin en zijn ex-vrouw geloven dat Ken geen moordenaar is en snappen niet dat Ken een DNA-test weigert. Zij denken dat dit te maken heeft met een neef van Ken, Darius Parker, die een lang strafblad heeft, Ken gaat toch akkoord met een DNA-test en dit legt een schokkend familiegeheim bloot. Darius bekent de moord op de vrouw en haar baby maar hij is slim genoeg om zijn bekentenis ongeldig te laten verklaren. Hij zweert wraak aan de familie die hem zijn hele leven heeft vernederd. |             |                              |                      |                   | |
| 19. | Fault       | Michele Fazekas Tara Butters | Paul McCrane         | 4 april 2006      | Lou Diamond Phillips - Victor Paul Gitano Rebecca Wisocky - dr. Paula Greenfield Jeff Biehl - Jake Felecia M. Bell - Mrs. Oliver                                                                                   |
| Als er twee kinderen ontvoerd worden nadat de rest van de familie vermoord is gaan Benson en Stabler op jacht naar de dader. Zij komen er al snel achter dat de dader Victor Paul Gitano is, een pas vrijgelaten seksmisdadiger. Tijdens hun zoektocht naar Gitano komen de twee rechercheurs erachter dat hun relatie te persoonlijk is geworden en dat belemmert hun werk. Zij kunnen maar één kind redden uit de handen van Gitano en Benson besluit hierom een nieuwe partner aan te vragen omdat zij vindt dat hun werkrelatie niet meer werkbaar is. |             |                              |                      |                   | |
| 20. | Fat         | Patrick Harbinson            | Juan José Campanella | 2 mei 2006        | Anthony Anderson - rechercheur Lucius Blaine Natalie Cole - Serena Waldren Rooney Mara - Jessica DeLay David Thornton - Lionel Granger Omar Benson Miller - Rudi Bixton                                            |
| Nadat Benson overgeplaatst is naar de afdeling computercriminaliteit wordt Stabler gekoppeld aan een nieuwe partner Lucius Blaine. Blaine is als eerste ter plaatse bij het lichaam van een meisje dat gruwelijk is mishandeld. Zij kunnen al snel twee verdachten lokaliseren, het betreft twee kinderen met flinke overgewicht. Deze twee verdachten blijken familie te zijn en hebben een broer die lijdt aan diabetes en zit in een rolstoel. De rechercheurs ontdekken dat het slachtoffer samen met haar vriend regelmatig kinderen met overgewicht mishandelde, zij hadden hier een verrassend motief voor. |             |                              |                      |                   | |
| 21. | Web         | Patrick Harbinson            | Juan José Campanella | 9 mei 2006        | Dana Eskelson - Ms. Winnock Connor Paolo - Teddy Winnock Jack Vignone - Jake Winnock Gregg Edelman - dr. Lucas Tim Hopper - Gregory Hensal                                                                         |
| Een achtjarige jongen mishandelt een klasgenoot en Stabler en Fin gaan op onderzoek uit. Zij ontdekken dat Teddy, de oudere broer van de jongen, vroeger seksueel misbruikt is door zijn vader. DNA bewijs leert hen dat Teddy zijn broertje ook misbruikt heeft een pornografische website runt, waarop hij pornografische foto´s post camshows geeft voor pedofielen, en hier soms zijn broertje voor gebruikt. Hier verdient hij veel geld mee. Als de broer ineens vermist wordt dan gaan de rechercheurs met hulp van forensisch onderzoeker Morales op zoek naar hem. Vol met oude schuld van het misbruik van zijn neefje door een pedofiel kleurt de kijk op de zaak van Morales. Uiteindelijk weten ze het pedofielennetwerk te infiltreren en de ontvoerder van Teddy te achterhalen. Teddy verkrijgt strafrechtelijke immuniteit voor zijn eigen fabricage en verspreiding van kinderporno in ruil voor het verschaffen van informatie over de bezoekers van zijn kinderpornosite. |             |                              |                      |                   | |
| 22. | Influence   | Ian Biederman                | Norberto Barba       | 16 mei 2006       | Norman Reedus - Derek Lord Peter Riegert - Chauncey Zeirko Brittany Snow - Jamie Hoskins Jeff McCarthy - Mr. Hoskins Marsha Dietlein - Mrs. Hoskins James Murtaugh - dr. Porterman                                 |
| Jamie Hoskins verklaart dat twee klasgenoten haar verkracht hebben en de rechercheurs gaan op onderzoek uit. Het onderzoek wijst uit dat Jamie hen valselijk beschuldigt, flirt met een derde jongen en rijdt met haar auto in op negen mensen waarvan er een overlijdt. Medisch onderzoek wijst uit dat Jamie gestopt is met het innemen van medicijnen tegen bipolaire stoornis. Haar ouders gaan akkoord dat Jamie verplicht wordt tot het weer innemen van de medicijnen. Maar een rockster, met een negatief verleden wat betreft psychiatrie, helpt Jamie met de rechtszaak tegen dit besluit. |             |                              |                      |                   | |